# David Kimche
David Kimche (né le 14 février 1928 et mort le 8 mars 2010 à Ramat HaSharon, près de Tel Aviv, Israël) est diplomate israélien (né au Royaume-Uni), également directeur adjoint du Mossad et maître espion. Il a aussi été journaliste au début de sa carrière. Il est connu pour son implication dans l'affaire Iran-Contra,.
Souvent novateur dans ses positions, David Kimche avait préconisé un rapprochement de l’État d'Israël avec les chrétiens libanais plusieurs années avant que cette idée ne se répande au sein des milieux dirigeants israéliens. Il avait aussi recommandé d'ouvrir des négociations directes avec le Hamas. Il fonda et présida le Conseil israélien pour les relations internationales (en) et entreprit des efforts de paix envers les Palestiniens. En 2003, il fut l'un des signataires de la lettre de soutien à l'Initiative de Genève, plan de paix alternatif détaillé établi par les anciens partenaires des négociations de Taba pour résoudre le conflit israélo-palestinien.